# آن گودار
آن گودار (به فرانسوی: Anne Godard) نویسنده قرن بیستم میلادی اهل فرانسه است.